# ボブ・シェパード
ロバート・レオ・シェパード（Robert "Bob" Leo Sheppard, 1910年10月20日 – 2010年7月11日）は、ニューヨーク地域の大学およびプロスポーツチームで場内アナウンスを担当したパブリック・アドレスアナウンサー。特にMLBのニューヨーク・ヤンキース（1951–2007) やNFLのニューヨーク・ジャイアンツ（1956–2006）の場内アナウンスで知られる。
シェパードは、ヤンキースタジアムで56年の間に行われた4,500以上の試合で場内アナウンスを行った。これには、アメリカン・リーグ優勝を達成した22シーズンと13のワールドシリーズチャンピオンが含まれている。ポストシーズンでは121試合連続でアナウンスを担当し、22度のワールドシリーズで全62試合を担当した。
また、3度のパーフェクトゲームを含む6度のノーヒット・ノーランでアナウンスを担当した。
彼はまた、半世紀以上にわたってニューヨーク・ジャイアンツの試合で場内アナウンスを務め、9回のカンファレンスチャンピオンシップ、3回のNFLチャンピオンシップ（1956年、1986年、1990年）、そしてしばしば「史上最高のプレー」と呼ばれるボルチモアとの1958年のチャンピオンシップでもアナウンスを担当している。
シェパードの滑らかで独特のバリトンと正確で一貫した発音はヤンキースタジアム　(先代) とジャイアンツ・スタジアムの両方でシンボルとなった。レジー・ジャクソンは彼に「神の声」というニックネームを付け、現在でも"The Voice of God "の愛称で知られる。
また、ライバル球団のボストン・レッドソックスで長く中軸を担ったカール・ヤストレムスキー（ニューヨーク州生まれのヤンキースファンで、シェパードがヤンキースの場内アナウンスを担当し始めた1951年当時は11歳）は「あなたが私の名前をコールするまで、私は大リーグにいなかった」と発言していることからヤンキースのみならず、他チームの選手からも敬意を払われる存在であったことが窺える。

## 学生時代
シェパードは生涯を通じて自身の年齢について秘密主義だったが、ニューヨークの有権者記録によると、1910年10月20日、ニューヨーク市クイーンズのリッチモンドヒルで生まれた。
1928年にブルックリンのベッドフォード＝スタイベサントにあるセント・ジョンズ大学にスポーツ奨学生として入学した。1928年から1932年まで一塁手として野球で3度、左利きのクォーターバックとして4度の計7つのバーシティレター　(スポーツ功労賞) を獲得した。彼はまた上級クラスの首席に選出された。
1933年、コロンビア大学で言語教育修士号を取得した。

## 教師として
シェパードは、ロングアイランドでセミプロのフットボール選手となり、1試合で25ドルを稼いだ。ニューヨーク州クイーンズのリッジウッドにあるグローバークリーブランド高校でスピーチを教えた。
第二次世界大戦中は海軍で貨物船に乗り、護送船団では砲術士官を務めた。
戦後、彼はクイーンズのジョンアダムス高校の弁論部の顧問になり、母校であるセント・ジョンズ大学では夜間コースでスピーチの講師を務めた。更にニューヨーク州ヘンプステッドにあるセイクリッドハートアカデミーのスピーチおよびディベートコーチを務めた。
シェパードが行った複数の教育の仕事は自身のキャリアに25年以上に及び、教育活動がアナウンサーとしての活動よりもはるかに重要であると主張していた。 「私のスポーツ活動」の中で「(前略)...私がスポーツでやったすべてのことよりも、彼ら　(教え子) が『目標を達成するのを助けになった』と言ったとき、私は社会に貢献したと感じる。」 と述べている。

## アナウンサーとして
第二次世界大戦後、シェパードはセント・ジョンズのフットボールとバスケットボールの試合の場内アナウンサーとして雇われ、1990年代までその仕事を続けた。
1940年代後半、エベッツ・フィールドで開催されたオール・アメリカ・フットボール・カンファレンス所属のブルックリン・ドジャース (AAFC)のアナウンサーになった。 
1948年にドジャースのフットボールの試合でベーブ・ルースに敬意を表したとフロントオフィスの関係者が聞きつけたことでヤンキースからの注目を集めた。そしてヤンキースの場内アナウンスの仕事をオファーされたが、「チームでの仕事が自身の教育活動を妨げないこと」を条件とした。3年後にヤンキースが代役を雇うことに同意したことでようやくこのオファーを受けた。
シェパードは1951年4月17日にヤンキースのホーム開幕戦でデビューし、ボストン・レッドソックスに5対0で勝利した。 彼が最初に名前を読み上げた選手は、この試合でレッドソックスの1番に入ったヤンキースの主軸でこの試合も4番センターで先発出場していたジョー・ディマジオの実弟であるドム・ディマジオだった。また、1951年はジョー・ディマジオの現役最終年であり、ミッキー・マントルがデビューして共に外野を守った唯一の年だった。
尚、この試合では後にアメリカ野球殿堂入りを果たす両チーム併せて8人の選手が先発出場していた　(ヤンキースの2番ショート:フィル・リズート、3番ライト:マントル、4番センター:ディマジオ、5番キャッチャー:ヨギ・ベラ、6番ファースト:ジョニー・マイズ、レッドソックスの3番レフト:テッド・ウィリアムズ、6番セカンド:ボビー・ドーア、7番ショート:ルー・ブードロー)。
1951年の給与は、ゲームあたり15ドル、ダブルヘッダーは17ドルだった。
シェパードはアナウンスをする上で「3つのC」を大切にしていると1999年のCNNとのインタビューで語っている。内容はClear: 明朗、Concise: 簡潔、Correct: 正確性である。
シェパードの独特のアナウンススタイルはヤンキースタジアムのスタジアム体験の不可欠な要素になっていった。半世紀以上の間、各ゲームは彼のトレードマークともいえる名台詞の
"Good afternoon (evening)...ladies and gentlemen...and welcome...to Yankee Stadium"
「こんにちは（こんばんは）...ご列席の皆様...そしてようこそ...ヤンキースタジアムへ」
で始まった。そして、スターティングラインナップ発表時には
"Your attention please, ladies and gentlemen." He introduced every player, Yankee or visitor (as described on his Monument Park plaque), "with equal divine reverence."
「ご列席の皆様、どうぞよろしくお願いします。すべてのプレーヤー、ヤンキースもビジターの選手にも（モニュメントパークのプラークにその名を刻んだ名選手達に対する様に）平等に神の畏敬の念をもってお迎え下さい」
と紹介した。
シェパードのアナウンスはその日の初打席では「ヤンキース、一塁手、23番、ドン・マッティングリー、23番」の様に、選手の守備位置、背番号、名前を伝え、最後に背番号を繰り返した。それ以降の各打席では守備位置と名前（「一塁手、ドン・マッティングリー」）というものだった。
また、ヨギ・ベラ（本名:ローレンス・ピーター・ベラ）などの例外を除いて、本名とかけ離れたニックネームを避けてコールした。「オイル・カン・ボイド」ではなく「デニス・レイ・ボイド」、「キャットフィッシュ・ハンター」ではなく「ジム・ハンター」と必ず本名、あるいはドナルド・アーサー・マッティングリーをドン・マッティングリーの様に本名を短縮した形でアナウンスしている。
シェパードは発表するお気に入りの名前のリストをランキング形式で発表した。リストは上から順にミッキー・マントル、長谷川滋利、サロメ・バロハス、ホセ・ヴァルディヴィエルソ、アルバーロ・エスピノーザだった。この様に多くのラテン系プレーヤーをはじめとした非アングロ・サクソン系の名前に特別な愛着を示した。 理由は「アングロサクソン系の名前はあまり面白みがない」とシェパードは述べている。また、「 (共にアングロサクソン系の名前である) スティーブ・サックスやミッキー・クラッツの何が面白い？」 とも語っている。
しかし、ミッキー・マントルは彼の1番のお気に入りのままであった。理由は並外れた実績と先述の通り謂わば同期であることに加え、ファーストネームとラストネームが共に「M」から始まり韻を踏んでいるので心地いいからだと答えている。マントルはかつて「彼　(シェパード) がヤンキースタジアムで私を紹介するたびに、私は背骨を震わせた」シェパードに語った。そしてシェパードはマントルに「私も同じだ。」 と答えたという。
シェパードはすべての名前を正しく発音することに大きな誇りを持っており、正しい発音や好みの発音に疑問がある場合は、プレーヤーに直接確認するようした。彼は、キャリアの早い段階でワシントン・セネタースに在籍していたウェイン・テウィリガー（Wayne Terwilliger）の名前を 「 『Ter-wigg-ler』と言うのではないかと心配した」とつまずいたことからであると後年回想した。
しかし、ホルヘ・ポサダの名前を間違えたことで知られる。ポサダは1995年シーズン後半にコロンバス・クリッパーズから昇格し、1995年のアメリカンリーグディビジョンシリーズのシアトルとの第二戦でウェイド・ボッグスの代走として初出場した。まだポサダに会っていないシェパードは、彼の姓の末尾が「a」ではなく「o」だと勘違いして「ポサド｣とアナウンスした。ポサダの友人であるデレク・ジーターはこの珍しい間違いにすぐに気付き、これを面白がった。それ以来、ジーターはポサダを「サド」と呼んでいる 。
また、シェパードは1956年にニューヨークジャイアンツの本拠地がポロ・グラウンズからヤンキースタジアムに移動した時からジャイアンツのゲームも担当した。 1976年にニュージャージー州イーストラザフォードのジャイアンツ・スタジアムに移動した後もアナウンスを担当した。
シェパードはキャリアを通じて、年齢を明かすことを拒否したことで有名で、ジム・バウトンが2度にわたって質問をしたときに、突然インタビューを打ち切るなど徹底した。誕生日が10月20日であることを明かしているが（おそらくミッキーマントルに話したため ）、誕生年を公に認めることはなかった。彼の強迫的なまでの秘密主義は、ヤンキースのオーナーであるジョージ・スタインブレナーが彼を「年を取りすぎている」と考えて解雇されることを恐れたから生じたものだと推測されていたが、シェパードはそれを否定した。 この推測についてシェパードは「（スタインブレナーは）私が何歳だったのか疑問に思ったことは一度もない」「彼は私が57年ほど毎日球場にいることを知っているだけだ。」 と語っている。実際、シェパードは、「ゴールドスタンダード」と呼ばれ、気が短いことで知られるスタインブレナーから批判されたことのない唯一のヤンキースの従業員だったのかもしれないと言われている。
何年にもわたって、シェパードは他の複数のチームや会場のアナウンサーも務めた。その中には、
アデルファイ大学
アメリカン・フットボール・リーグのニューヨーク・タイタンズ
ランダルズ島のダウニングスタジアムでのWFLニューヨーク・スターズ
ヤンキースタジアムでのAAFCのニューヨークヤンキース
ヤンキースタジアム、ダウニングスタジアム、ジャイアンツスタジアムでのNASLニューヨークコスモス
ミチエ・スタジアムとジャイアンツスタジアムでの陸軍ブラックナイツフットボールゲーム
ポログラウンズ、ジャイアンツスタジアム、ベテランズ・スタジアムでの複数の陸海軍ゲーム
など多岐にわたる。これについてシェパードは「あなたが名前を呼んで欲しいのなら、私は呼ぶ」と述べている。

## 退職
シェパードは2005年シーズンの終わりに、ロングアイランドの自宅からイーストラザフォードへの通勤が非常に厳しくなったとして、ジャイアンツのオーナーであるウェリントン・マーラとの50年間に及ぶ紳士協定で行われてきたジャイアンツでの場内アナウンサーを辞した。彼の最後の試合は、2006年1月8日のカロライナ・パンサーズ戦でのプレーオフ敗北だった。

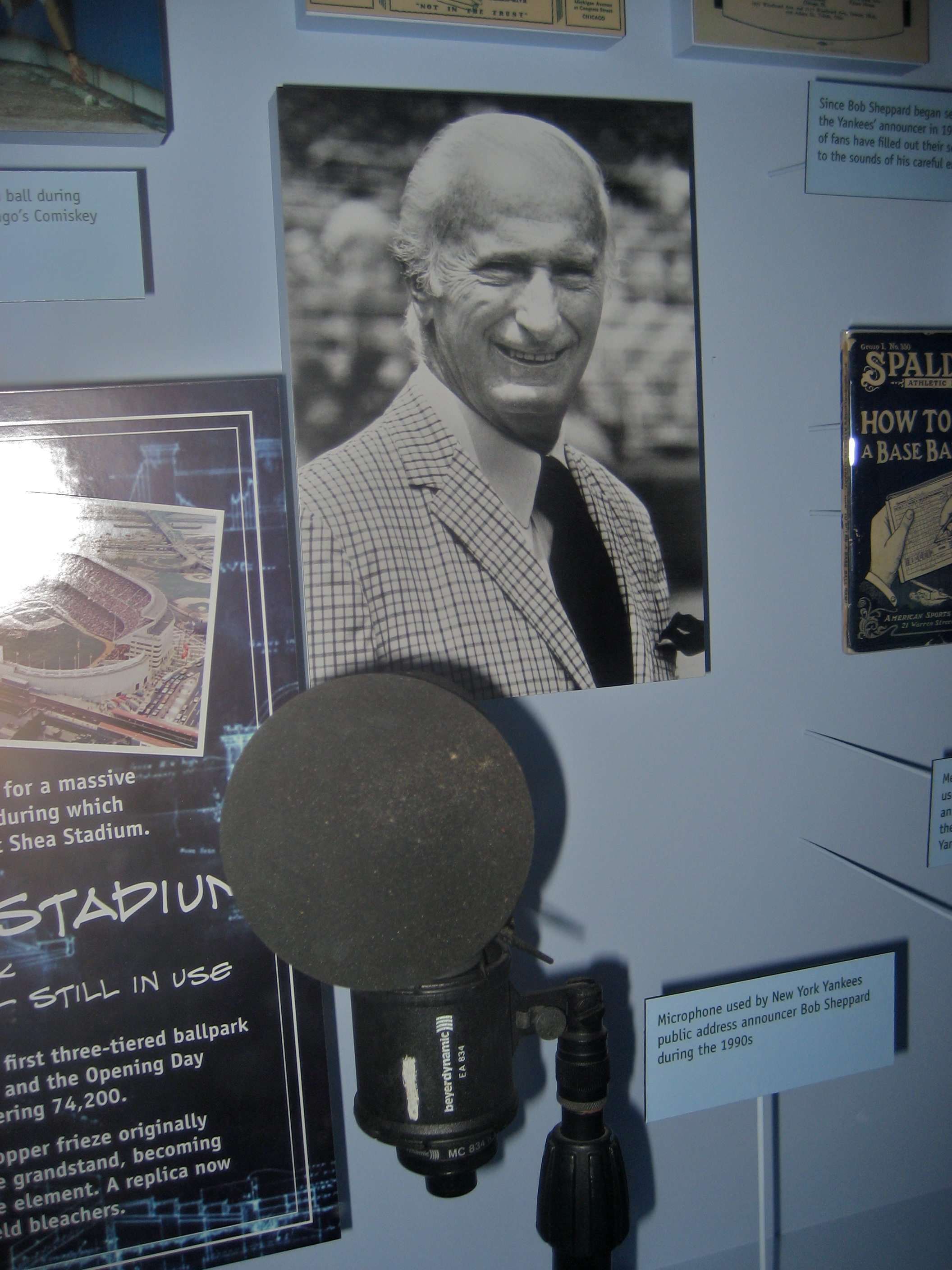
野球殿堂にあるシェパードのマイク

95歳になると、健康上の問題が表面化し始めた。2006年、シェパードは腰を痛めて1951年以来初めてとなるヤンキースの本拠地開幕カードのアナウンスを回避した。彼は次のホームでのカードに間に合うように戻ったが、それは次の2シーズンにわたる彼の健康のゆっくりではあるが容赦のない悪化の始まりを示した。
2007年9月5日のシアトル戦が結果的にヤンキースタジアムに出向いてアナウンスをした最後の試合となった。
この翌週には気管支の感染症で入院し、クリーブランドとのALディビジョンシリーズを欠場することを余儀なくされた。これでヤンキースタジアム行われるポストシーズンゲームでのアナウンスが連続121試合で途絶えた。
シェパードは2008年3月にヤンキースと新しい2年間の契約を結びヤンキースタジアムで行われる オールスターゲームでのアナウンスを特に楽しみにしていたが、2008年のシーズンは全休となった。彼はまた、2008年9月21日のヤンキースタジアム(先代)の最終戦を担当するに十分な力が不足していることを「私は自分の最高の状態ではない」としぶしぶ認めた。シェパードの録音された声は試合の先発発表で使われ、試合はオリオールズに対する7–3の勝利した。シェパードの後任は2008年はジム・ホール、ヤンキースが2009年に新球場に移ったときにポール・オールデンへと変わった。
ヤンキースがフィラデルフィアを破って27度目のワールドシリーズを勝ち取った翌日、そしてシェパードの99歳の誕生日から2週間後にヤンキースの球場アナウンサーからの引退を公式に発表した。 「私は戻ってくる予定はない」と彼はMLB.comに語り、その中で「長い時が経った。私はそれぞれために良い仕事をしてきたと思う。私は自分の仕事を楽しんだが、私の年齢ではこれらをうまくやれるだけの本当に必要なスタミナを取り戻すことはないだろう。」 と述べた。

## 死
2010年7月11日、ニューヨーク州ボールドウィンの自宅で死去した。生誕100周年を3か月と9日後に控えていた。尚、ヤンキースのオーナーのジョージ・スタインブレナーはこの2日後に死去した。シェパードの息子ポールは、父親の死を発表する際に、「　(天国に行くかどうかを判断する) 聖ペテロは父を　(アナウンサーとして) 採用するだろう。幸運にも天国に行くことができれば、『こんにちは、ご列席の皆様。天国へようこそ！』と言うだろう」 とロバートの生前の名台詞を引用した。

## レガシー
2000年に野球殿堂にヤンキースタジアムの半世紀の間アナウンスで使用したマイクを寄贈した。その50年目の5月7日は「ボブシェパードの日」に指定され、ヤンキースタジアムのモニュメントパークで彼を称えるプラークが取り付けられた。試合前セレモニーで、ウォルター・クロンカイトが碑文を読み上げた。この碑文には、「彼の声は銅のファサードとモニュメントパークと同じようにヤンキースタジアムの代名詞である」と書かれている。また、新しいスタジアムのメディアダイニングルームは「シェパーズ・プレイス」と名付けられている。
シェパードの死後のヤンキースの最初のホームゲームであった2010年7月16日のタンパベイ・レイズ戦ではシェパードに敬意を表してマイクブースに誰も入らずアナウンスを行わなかった。ヤンキースは、2010年シーズンの残りの期間、ホームジャージとロードジャージの左袖にボブシェパードの記念パッチを着用した。
米国下院は、2010年11月16日、「ボブ・シェパードの長く尊敬される経歴を称賛する」という決議を可決した。これは、シェパードが70年間住んでいたニューヨーク州4区選出のキャロライン・マッカーシーによって発議されたものだった。
2008年、デレク・ジーターはシェパードに自身の打席のアナウンスを録音するように依頼した。これについてシェパードは「これは、発表のキャリアの中で私が受けた最大の褒め言葉の1つです。彼の打席が来るたびに私の声が欲しかったという事実は、彼の良い判断と私の謙虚さのおかげです。」 と語った。この録音は2008年シーズンの初めから2014年9月25日のヤンキースタジアムでの現役最後の試合まで使用された。シェパードの録音された声は、シェパードの死から2日後にアナハイムで開催されたオールスターゲームでも使用された。
2013年9月26日、マリアノ・リベラがヤンキースタジアムの最後のマウンドに上がる際はシェパードの紹介の録音、続いてメタリカのエンター・サンドマンが生演奏された。更に、ヤンキースの毎年恒例のオールドタイマーズデーの式典のオープニングにも引き続き使用されている。

### 授賞
シェパードは、セント・ジョンズ大学スポーツの殿堂、ロングアイランドスポーツの殿堂、ニューヨークスポーツの殿堂に選出された。更にセント・ジョンズ大学（教育学）とフォーダム大学（修辞学）から名誉博士号を授与され、2007年には大学が卒業生に授与できる最高の賞であるセント・ジョンズの名誉勲章を受賞した。
母校のセント・ジョンズ大学は毎年、最も権威のある賞の1つとしてシェパード・トロフィーを最も優秀な学生アスリートに授与している。更に、2015年にシェパードに敬意を表してセント・ジョンズ大学のジャック・カイザー・スタジアムのプレスボックスにシェパードの名を冠した。
全米スポーツパブリックアドレスアナウンサー協会は、毎年「ボブ・シェパード・PAアナウンサー・オブ・ザ・イヤー」を授与している 。
1998年、シェパードは全米野球記者協会の生涯功労賞に相当する「ウィリアム・J・スローカム賞」を、ヤンキースから「ヤンキースの誇り」賞を授与された。
シェパードは、ワールドシリーズリングとスーパーボウル・リングの両方を授与された2人のうちの1人である。もう1人は、オークランドレイダースとオークランド・アスレチックスで長くラジオ中継の「プレイ・バイ・プレイ」を担当したビル・キングである。2人は自身の年齢について秘密主義者であることで有名であるという共通点がある。

## 私生活
シェパードは二度結婚した。彼には彼の最初の妻、マーガレットとの間に2人の息子、ポールとクリスと2人の娘、バーバラとメアリー。 4人の孫。そして（2008年現在）9人の曾孫がいるがマーガレットは1959年に亡くなった。2番目の妻であるメアリーは1961年から彼の死まで結婚していた。
シェパードは非常に宗教的で、「私が知っている誰よりも彼のローマカトリック信仰に篤い」と彼の長年の友人であるジョージ・ヴェチェイは述べている。